# Hololepta liebmanni
Hololepta liebmanni är en skalbaggsart som beskrevs av Heinrich Bickhardt 1921. Hololepta liebmanni ingår i släktet Hololepta och familjen stumpbaggar. Inga underarter finns listade i Catalogue of Life.